# 마이클 맨도
마이클 맨도(Michael Mando, 1981년 7월 13일 ~ )는 캐나다의 배우이다.

## 출연 작품
- 스파이더맨: 홈커밍